# Proasellus strouhali
Proasellus strouhali is een pissebed uit de familie Asellidae. De wetenschappelijke naam van de soort is voor het eerst geldig gepubliceerd in 1955 door Stanko Karaman.